# 김광협문학상
김광협문학상은 진지한 현실인식을 견고한 서정으로 노래한 시인 김광협의 문학정신을 기리고자 시인이 서거한지 23주년되는 해를 맞아 제정한 문학상이다. <발견>(발행인 황학주)가 주관한다.

## 역대 수상 작품
- 2016년 1회 수상자 이하석 시인. 수상 시집<연애 간> " 단단한 시어들에 40여년간 서정시의 정도를 걸어온 시인의 시심이 고스란히 녹아있으며, 단단하되 탄력적인 문체의 개성이 돋보이는 시집."
- 2017년 2회 수상자 신영배 시인. 수상시집 <그 숲에서 당신을 만날까>. "생명과 사물을 물로 해석하는 집중적 관찰력과 바다처럼 끊임없이 변화하는 미묘한 일상을 물로 이미지화하는 독보적이고 아름다운 사유와 문체가 미덕인 시집. </ref>
- 2018년 3회 수상자 허영선 시인. 수상시집 <해녀들> " 제주도의 비극적 역사를 씨줄로 삼고, 제주해녀의 구체적 일상을 날줄로 삼아 질박하면서도 힘 있는 문체로 감동 어린 시세계를 구축한 시집."

- 2019년 4회 수상자 최서진 시인. 수상시집 <우리만 모르게 새가 태어난다> “시인의 시야는 고독한 점선들을 통해 현대인이 감당할 수 없는 삶에 대한 사랑에까지 다리를 놓으려는 아름다운 노력이 돋보인다." 고 평가됨.
- 2020년 5회 수상자 이승예 시인. 수상시집<언제 밥이나 한번 먹어요> "실감과 상상력을 바탕한 시적 변주를 시대성을 살려 이뤄냈다"고 평가받았으며 권온 평론가는 "위로와 치유가 어느 때보다 필요한 2020년의 우리 사회에 필요한 시집"이라고 밝혔다.
- 2021년 6회 수상자 김지녀 시인. 수상 시집 <방금 기이한 새소리를 들었다> "우리 시대의 변화하는 거친 물결 속에 제 정체를 확인하고 탐색하는 길을 깊이 있게 보여주었으며, 미학적이고 저항적인 방식으로 현실의 이면을 드러내는 능력과 짝을 이루었다.”고 평가된 시집.
- 2022년 7회 수상자 문태준 시인. 수상 시집 <아침은 생각한다>. "시인의 투명하고 긍정적인 언어가 동시대 인간들의 소중한 꿈을 조금씩 밀어주고 있다"는 평가와 함께 아내의 고향인 제주로 이주한 문 시인에게 특별한 의미가 되기도 했던 수상.
- 2024년 8회 수상자 이은규 시인. 수상 시집 <무해한 복숭아> "우리가 살아가는 세계에 대한 따뜻하고 용기 있는 그의 편애가 충분히 공유될 수 있는 감각과 양식으로 새롭게 표출되는 측면이 있다"고 평가됨. 남승원 평론가는 "지금 우리에게 도착한 편지는 '한 사람을 포기하지 않고 한 사람을 사랑하는 방법'에 대한 그의 고민이다"고 수상 시집의 세계를 진단했다.